# Monteroni d'Arbia
Monteroni d'Arbia är en ort och kommun i provinsen Siena i regionen Toscana i Italien. Kommunen hade 9 070 invånare (2018).